# Historia de Iowa
Pueblos nativos en los Estados Unidos han habitado Iowa por miles de años. La historia registrada de Iowa empieza con las cuentas de los nativos por exploradores tales como Marquette y Joliet en la década de 1680. Hasta los principios del siglo XIX, pueblos nativos y pocos comerciantes europeos ocupaban Iowa, con el control político laxo en las manos de Francia y España.
Iowa se convirtió en parte de los Estados Unidos de América después de la Compra de Luisiana en 1803, pero los Estados Unidos solo establecieron el control indiscutible después de la Guerra de 1812 y una serie de tratados que eliminó las reclamaciones nativas sobre el territorio. En la década de 1830, asentamientos americanos empezaron a aparecer en el Territorio de Iowa. Iowa se convirtió en un estado en 1846, y para el año de 1860, estadounidenses se habían asentado en casi todo el estado. La agricultura comercial reemplazó la agricultura de subsistencia después de la construcción de redes ferroviarias. Iowa contribuyó una gran cantidad de soldados durante la Guerra de Secesión. Después de la guerra, Iowa se convirtió en un centro agrícola, suministrando comida al resto del país.
La industrialización de la agricultura y la aparición de mercados de bienes centralizados causaron una gira hacia granjas más grandes y el declive de la pequeña granja familiar; esta tendencia fue acentuada durante la Gran Depresión. La producción industrial empezó a ser una parte importante de la economía de Iowa durante la Segunda Guerra Mundial y el auge económico posguerra. En las décadas de 1970 y 1980, una serie de choques económicos, incluyendo la crisis del petróleo, causó el colapso de precios de productos, un declive en la población estatal, y un éxodo rural. La economía de Iowa se recuperó en la década de 1990, surgiendo como una economía moderna, dominada por la industria, el comercio y las finanzas, donde la agricultura es un componente relativamente pequeño.

## La Prehistoria

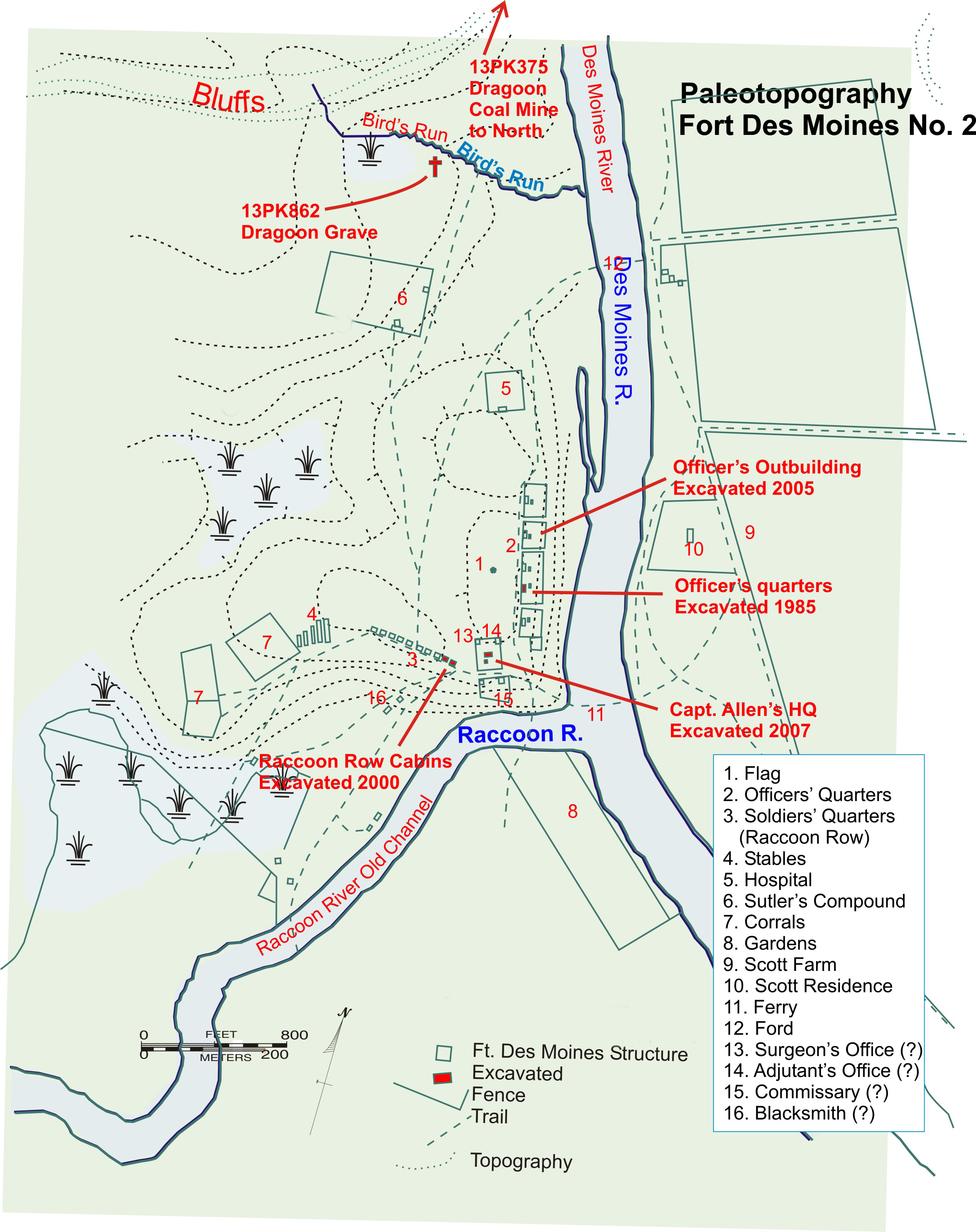
Mapa de yacimientos nativos en el centro de Des Moines

Cuando indios americanos llegaron a Iowa hace miles de años, vivían como comunidades cazadores-recolectores en un paisaje glacial de la época pleistocena. Cuando los exploradores europeos visitaron Iowa, los indios americanos eran agricultores asentados con complejos sistemas sociales, económicos, y políticos. Esta transformación ocurrió paulatinamente. Durante el periodo arcaico (hace más de 2.800 años), los indios americanos se adaptaron al medio ambiente local, volviéndose más sedentarios mientras que su población creció. Hace más de 3.000 años, los indios americanos en Iowa empezaron a usar plantas domesticadas. Durante el subsiguiente periodo silvícola, los habitantes de Iowa empezaron a contar más con la agricultura y la complejidad social, con el uso aumentado de montículos, cerámica y subsistencia especializada. Durante el Periodo prehistórico tarde, (empezando hacia 900 d. C.), el uso aumentado del maíz y cambios sociales casaron un florecimiento de asentamientos. Sin embargo, la llegada de bienes comerciales y enfermedades europeos causaron cambios dramáticos en la población y trastorno social y económico.

## Indios Americanos del Periodo Histórico Temprano

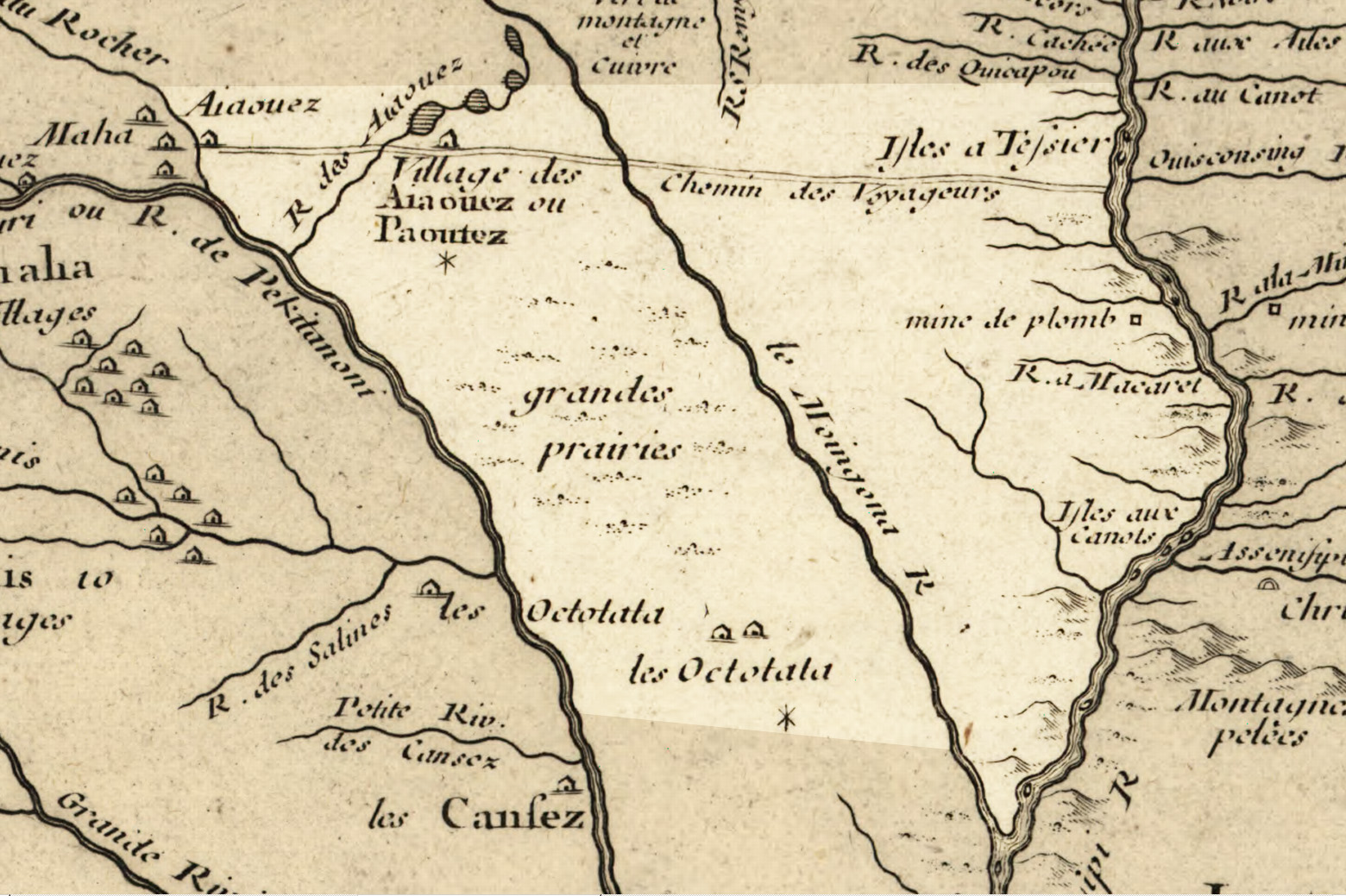
Un mapa de Guillaume Delisle de 1718, mostrando las ubicaciones de los Ioway (Aiouez au Pauotez), los Omaha (Maha), los Otoe (Octotata), los Kaw (Cansez) y el principal camino de los voyageurs (Chemin des voyageurs).

Para el año de 1804, había varios grupos nativos en Iowa: los Sauk y los Meskwaki en la frontera oriental de Iowa a lo largo del río Misisipi, los Ioway a lo largo del río Des Moines, los Oto, Missouri, y Omaha a lo largo del río Misuri, y los Sioux en el norte y el oeste del actual estado. Se estima que la población total de estas poblaciones en Iowa en 1804 era menos de 15.000 personas. Estos grupos vinieron inicialmente para buscar comida, pero otros migraron a causa de conflicto con otras tribus o los franceses. En la primera mitad del siglo XIX, grupos adicionales de nativos entraron Iowa, y entonces casi todos los pueblos nativos migraron de Iowa.
Los primeros europeos para establecer contacto con los nativos de Iowa fueron probablemente los franceses Louis Joliet y el padre Jacques Marquette. Querían descubrir el río Misisipi, y contactaron a los Illinois en el lado este de Iowa en 1673. También oyeron hablar de los Sioux a lo largo del río Misuri. Exploración adicional por tramperos, comerciantes, exploradores y misionarios europeos y americanos son las fuentes para la historia de la presencia nativa en Iowa desde el primer contacto en 1673 hasta el inicio del asentamiento por los Estados Unidos.

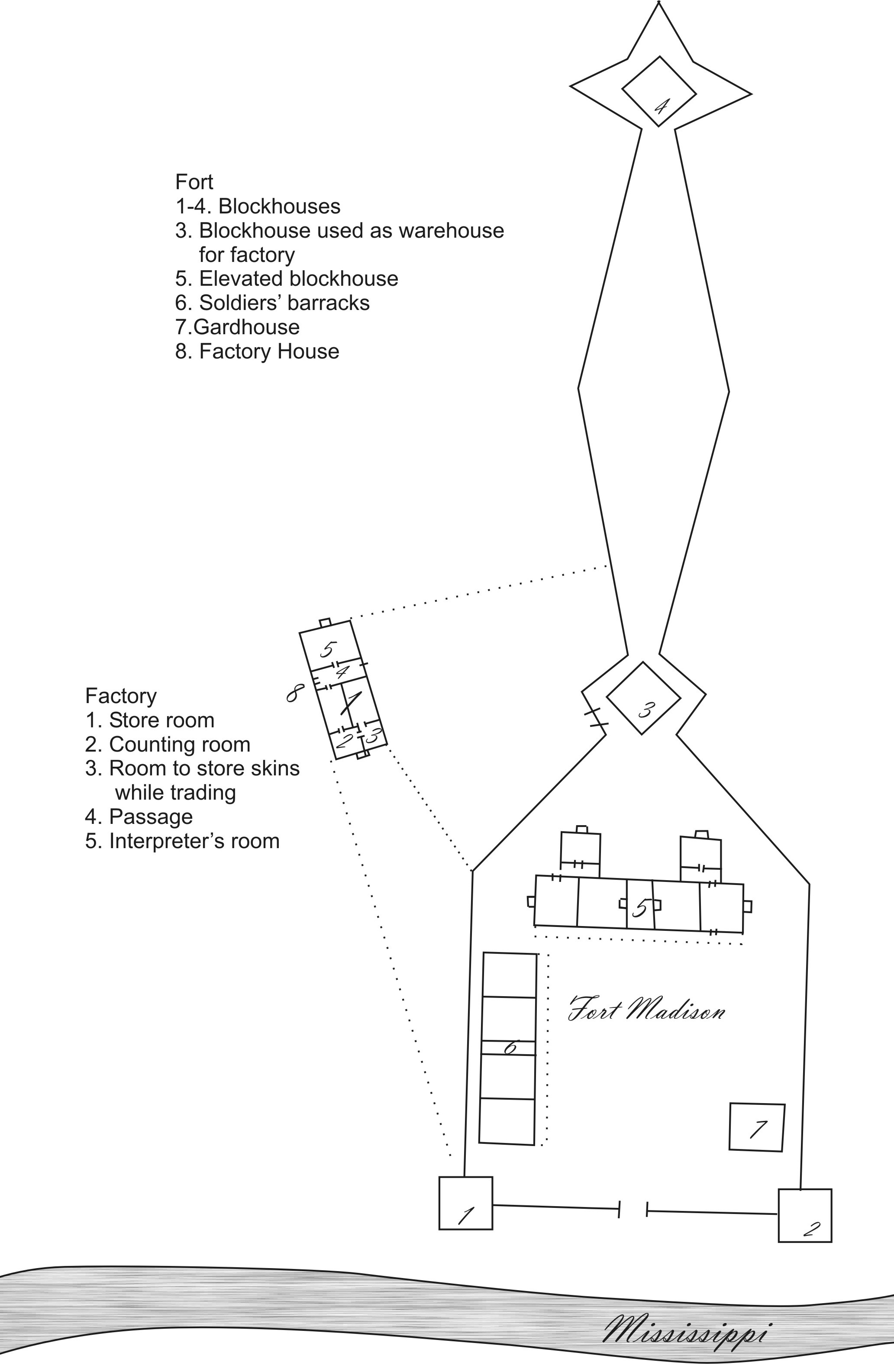
El Fort Madison (1808-1813), el sitio de la única batalla militar en la historia de Iowa.

Los Sauky Meskwaki fueron las tribus más poderosas en el valle superior del río Misisipi. Establecieron sus asentamientos a lo largo del río Misisipi y el río Rock. Solo vivían en sus pueblos por unos meses al año; en otros tiempos, viajaban por la región cazando, pescando, y recogiendo comida y materiales. En 1808 se construyó el Fort Madison para controlar el comercio a lo largo del Misisipi, y para prevenir la reocupación del área por los británicos; indios aliados con los británicos tomaron control del Fort Madison en 1813 durante la Guerra de 1812; esta fue la única batalla militar luchada en Iowa. El líder sauk Halcón Negro luchó contra los Estados Unidos por primera vez en Fort Madison.

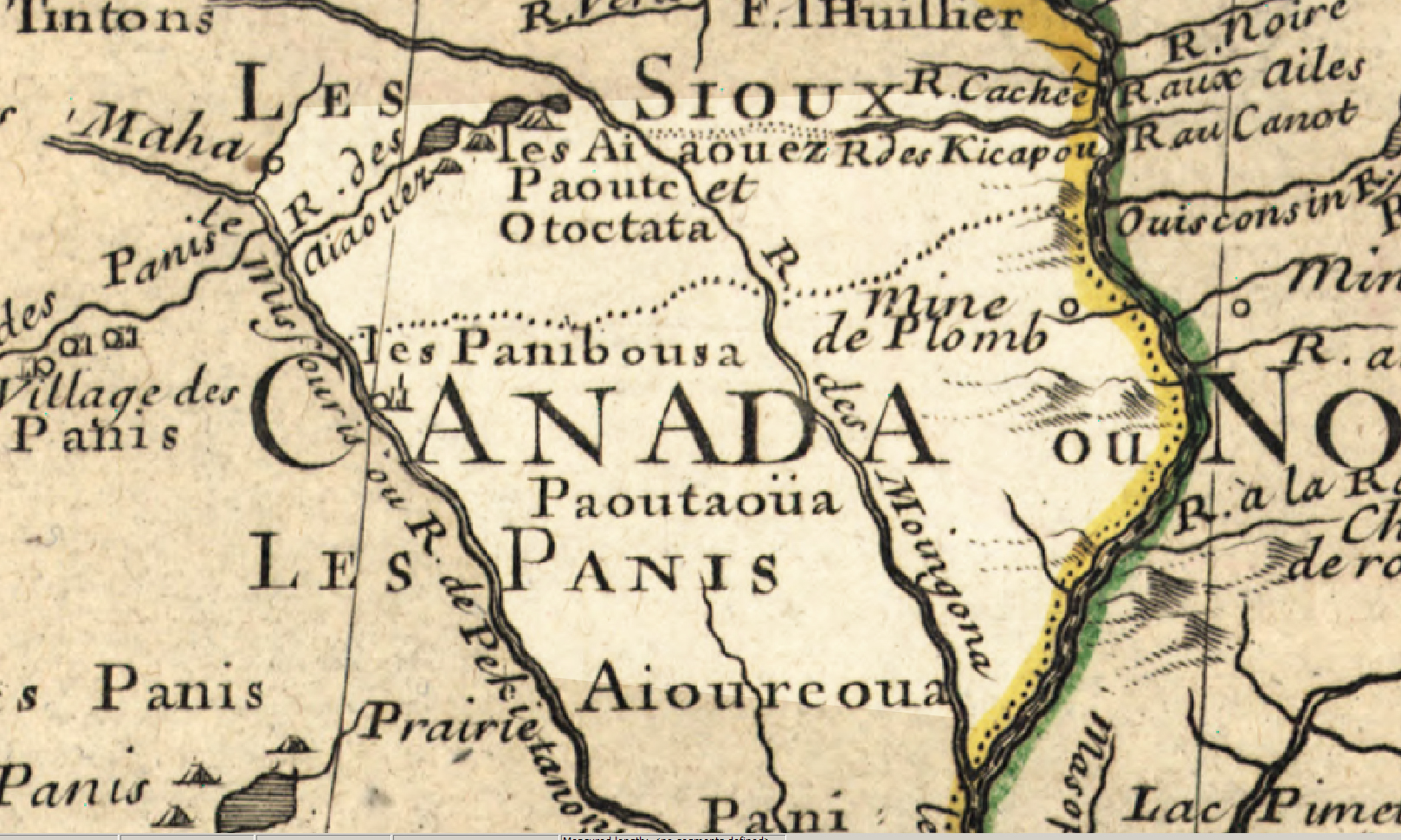
Iowa, 1798, mostrando varias tribus, incluyendo los Pawnee (Panis/Panibousa), los Ioway (Aiaouez/Aioureoua y Paoute/Paoutaoua), los Dakota (Sioux), y los Omhaha (Maha).

En 1829, el gobierno federal informaron a los Sauk y los Meskwaki que deberían dejar sus pueblos en el oeste de Illinois y trasladarse a la región de Iowa. El gobierno federal reclamó la propiedad de las tierras de Illinois debido al Tratado de Quashquame de 1804. Halcón Negro, un líder sauk muy respetado, protestó el traslado y en 1832 volvió a reclamar el pueblo Illinois de Saukenuk. Por los próximos tres meses, la milicia de Illinois persiguió a Halcón Negro y su banda de unos 400 indios al norte en la Guerra de Halcón Negro. Como castigo por su resistencia, el gobierno federal requirió que los sauk renunciaran algunas tierras en el este de Iowa. Esta tierra, llamada la Compra de Halcón Negro, constaba de una franja de 50 millas a lo largo del río Misisipi en la actual Iowa. Había cesiones adicionales por los sauk y meskwaki en 1837 y 1842, y para el año 1845, casi todos se habían ido de Iowa. Otros grupos indios también cedieron sus tierras en Iowa mediante tratados con los Estados Unidos. Un grupo de tribus cedió el oeste de Iowa en 1830. Los ioway cedieron toda su tierra en Iowa para el año 1838. Para 1848, los Winnebago y Potawatomi se habían ido de Iowa. El último grupo, los Sioux, cedió su última tierra de Iowa en un tratado con los Estados Unidos en 1851.
Hoy, Iowa todavía aloja un grupo nativo, los Meskwaki, quienes habitan en el Asentamiento Meskwaki en el Condado de Tama. Los nativos habían vuelto a comprar unas tierras del estado.

## Los primeros colonos europeos-americanos de Iowa

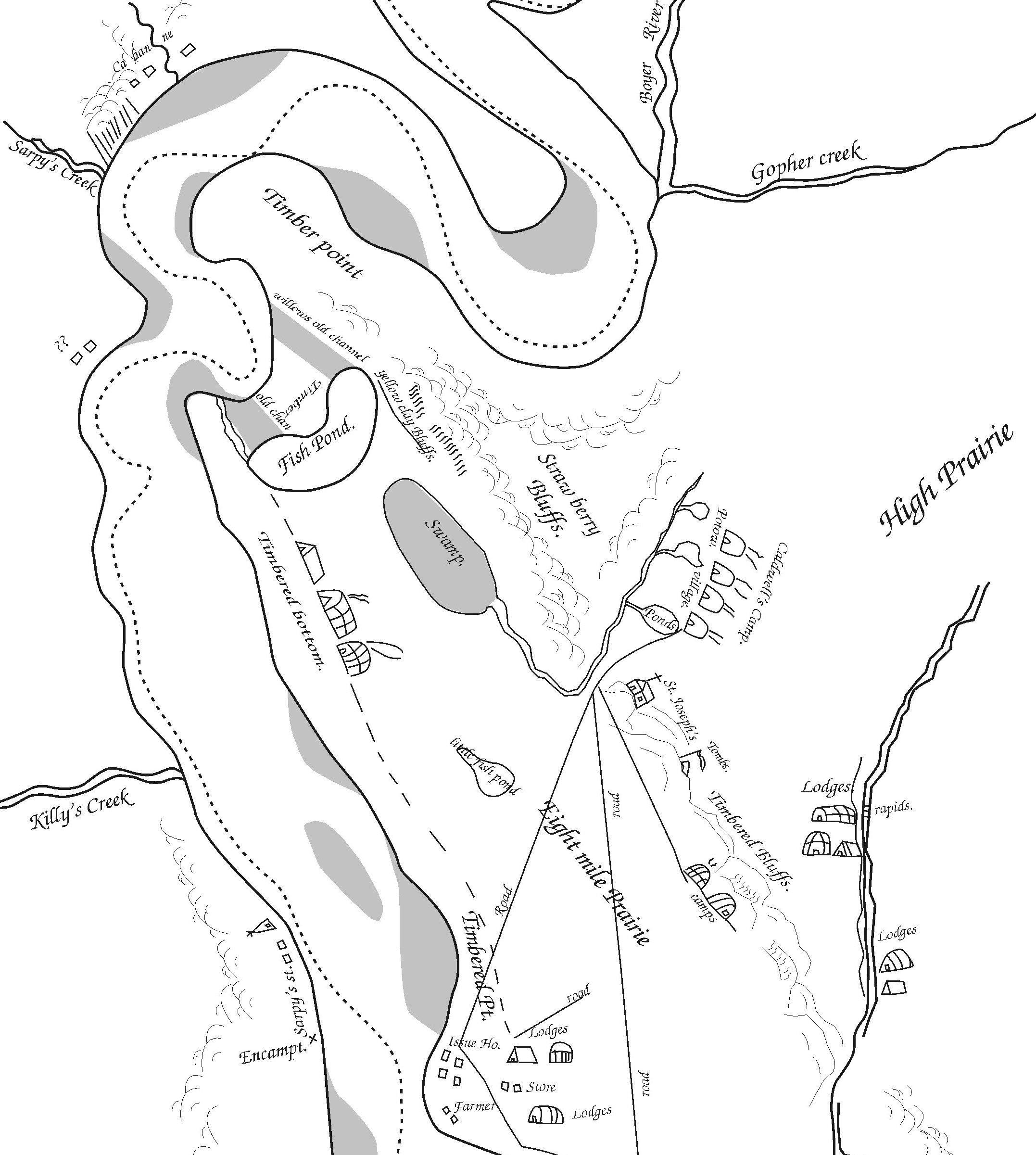
El mapa de Council Bluffs, Iowa de Pierre-Jean De Smet de 1839, mostrando asentamientos nativos y americanos.

La Compra de Halcón Negro abrió las tierras de Iowa a los colonos, y el asentamiento oficial inició el 1 de junio de 1833. En ese momento, probablemente había menos de 50 americanos asentados en Iowa. 
Los colonos europeos-americanos más tempranos eran franceses, porque la tierra estaba inicialmente bajo la jurisdicción francesa. Habían venido para comerciar en pieles, predicar, descubrir minas, y explorar, y en general eran colonos temporales. Unos pocos, sin embargo, consiguieron concesiones de tierras y se asentaron en el área cuando Iowa estaba bajo la jurisdicción española. El primer colono aparece haber sido Julien Dubuque, un hombre franco-canadiense quien llegó a las minas de plomo cerca de la actual Dubuque en 1787. Consiguió permisión de los Meskwaki para minar la tierra en perpetuidad. Cesiones adicionales de los españoles incluyeron una cesión a Louis Honore cerca de Montrose en 1799, y tierra cerca de McGregor a Basil Giard en 1796.
El asentamiento europeo-americano en Iowa era muy escaso hasta la apertura de las tierras en 1833. La mayoría de los inmigrantes después de esta fecha era de otros estados americanos. 

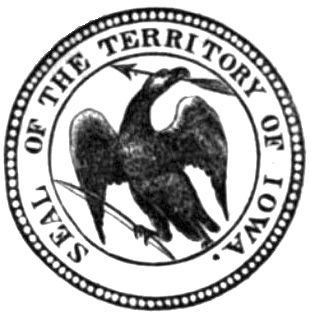
Sello Territorial de Iowa

Los colonos descubrieron un medio ambiente muy distinto del que se habían acostumbrado en el este. El estado era en general una región de praderas, donde la madera era escasa.
Muchos colonos podían encontrar suficiente madera para construir cabañas, pero tenían que encontrar otros materiales para combustibles y cercas. Para combustibles, usaban el heno, mazorcas de maíz y excrementos secos de animales. En el sur de Iowa, colonos descubrieron carbón. La gente que se asentó en el noroeste de Iowa, un área sin árboles, construyó casas de tierra y césped que eran baratas, cálidas en el invierno, y frescas en el verano. Para el año de 1836, cuando se realizó el primer censo en Iowa, había 10.531 habitantes.

## El Transporte

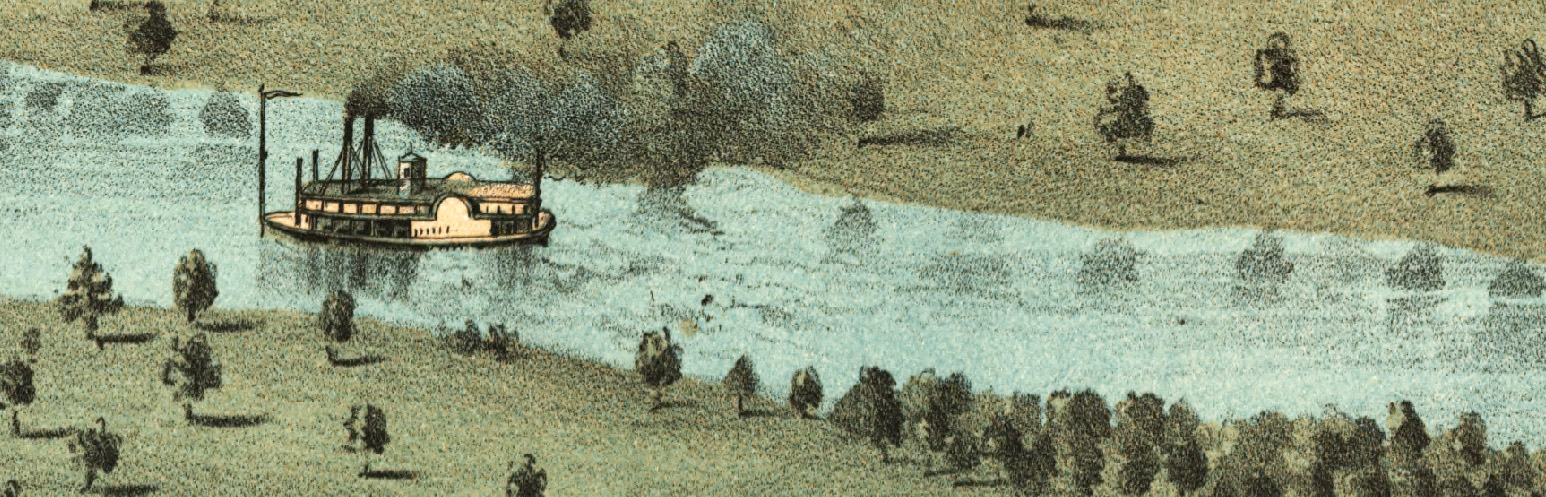
Un vapor en Iowa City en 1868

Mientras miles de colonos entraron Iowa en el siglo XIX, todos compartieron una preocupación sobre el desarrollo de transporte. Los colonos más tempranos expedían sus bienes por el río Misisipi a Nueva Orleans. Para la década de 1850, los barcos de vapor eran de uso generalizado en los ríos principales. En la misma década, Iowa se hizo parte del auge nacional de ferrocarriles.
Hacia 1850, oficiales municipales en las comunidades de Dubuque, Clinton, Davenport, y Burlington empezaron a organizar compañías ferroviarias. Los oficiales sabían que pronto los ferrocarriles llegarían al Río Misisipi, opuesto a las cuatro ciudades de Iowa. En 1867, compañías de ferrocarriles habían llegado a Council Bluffs. Council Bluffs fue designado como la terminal occidental del Union Pacific, el ferrocarril que eventualmente, junto con el Central Pacific, proporcionaría el Primer ferrocarril transcontinental de los Estados Unidos. 
La finalización de cinco ferrocarriles en Iowa instó grandes cambios económicos. Principalmente, residentes de iowa podían viajar todo el año, y podían expedir sus bienes agrícolas a Chicago.
Los ferrocarriles también facilitaron la industria. Para el año de 1870, Iowa alojaba compañías de fabricación en muchas ciudades fluviales. Muchas nuevas industrias se basaron en el procesamiento de comida o la maquinaria agrícola. En Cedar Rapids, John y Robert Stuart, y su primo George Douglas, iniciaron una planta procesadora de avena. Eventualmente, esta empresa sería llamada Quaker Oats. Plantas de procesamiento de carne también surgieron en la década de 1870.
Los ferrocarriles crearon una gran demanda de carbón. Se abrieron minas de carbón siempre que los ferrocarriles pasaran por áreas con carbón. Para el año de 1899, las minas de carbón de Iowa producían más de 5 millones de toneladas de carbón al año.

## La Guerra de Secesión
Iowa fue admitida como un estado el 28 de diciembre de 1846, y el estado continuó atrayendo a muchos colonos. Solo el noreste del estado permaneció un área fronteriza.
Iowa apoyó la Unión durante la Guerra de Secesión, votando por Lincoln y los republicanos, aunque había un movimiento contra la guerra entre colonos de origen sureño y entre los católicos. No había batallas en el estado, pero Iowa envió suministros de comida para los ejércitos norteños. Más de 75.000 hombres de Iowa sirvieron en la guerra, y más de 13.000 se murieron. No se usó la conscripción en Iowa porque Iowa alcanzó su cuota voluntariamente.

## El estadio político
Grandes cambios surgieron durante la era de la Guerra de Secesión en Iowa. Whigs. Durante la década de 1840, la mayoría de Iowa era demócrata con una minoría de whigs. Durante la década de 1850, el Partido Demócrata del estado se enfrentó problemas serios, y muchos habitantes de Iowa empezaron a votar por el naciente Partido Republicano. El nuevo partido se oponía a la esclavitud y promovía la propiedad de tierras, las finanzas, y los ferrocarriles. Los republicanos asumieron el control de la política estatal en la década de 1850, e iniciaron varios cambios. Trasladaron la capital de Iowa City a Des Moines, establecieron la Universidad de Iowa, y escribieron una nueva constitución estatal. Durante la Guerra de Secesión, muchos demócratas apoyaron el movimiento contra la guerra. Desde entonces hasta los mediados del siglo XX, Iowa permaneció republicana.

Las mujeres de Iowa enfatizaron el asunto del sufragio femenino en Iowa, especialmente mediante la Unión Cristiana de Mujeres por la Templanza. Ambas cámaras de la Asamblea General de Iowa aprobaron una enmienda para permitir el sufragio femenino en 1870, pero dos años más tarde la enmienda fue derrotada antes de que se sometiera al electorado. Por fin, mujeres ganaron el sufragio en Iowa en 1920, con el resto del país.

## Inmigración a Iowa

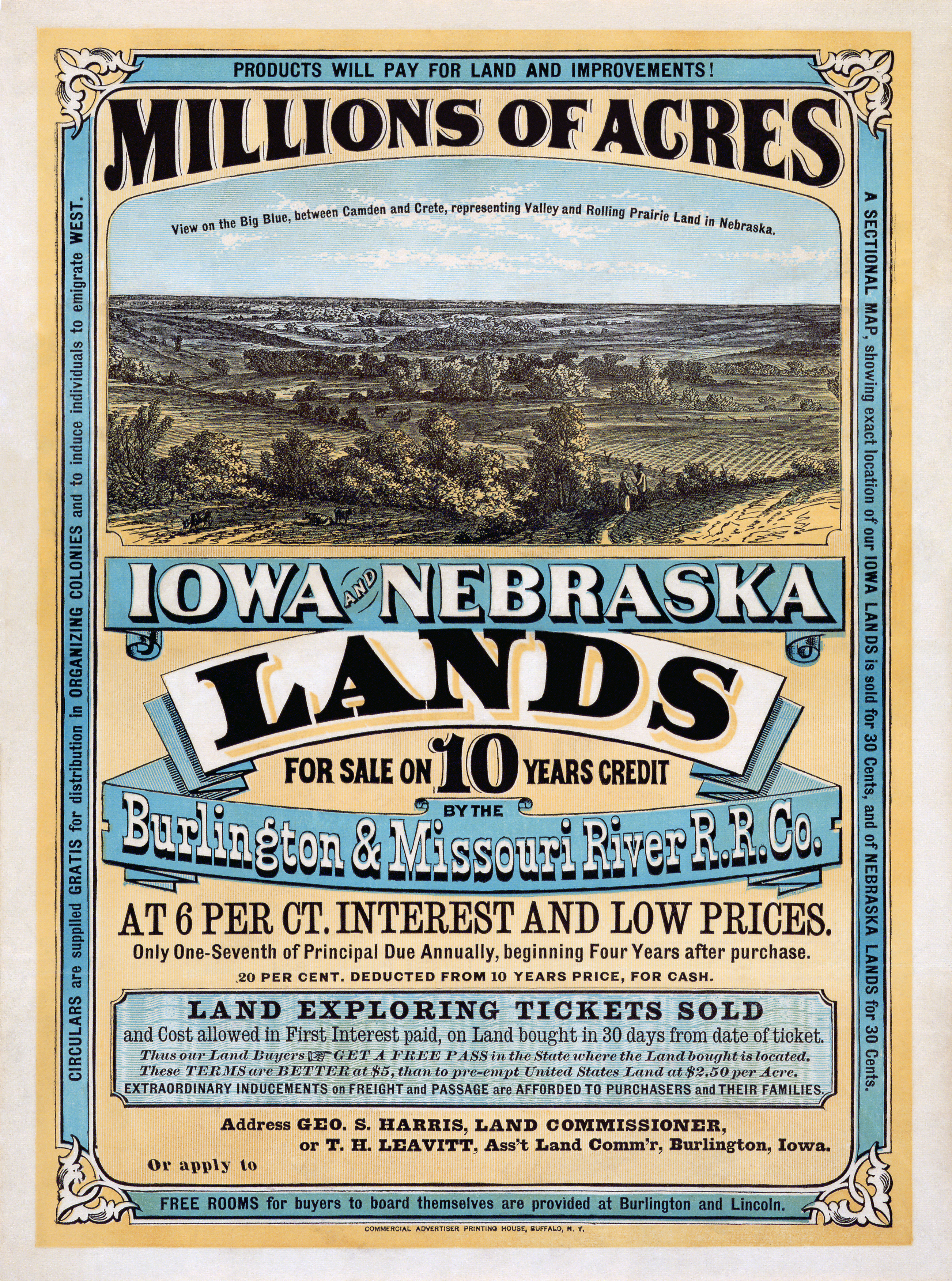
Asentamiento de Iowa, una oferta de tierras del Burlington and Missouri River Railroad, de 1872.

Entre 1838 y 1840, la población de Iowa casi se duplicó a 42.000 personas, y continuó creciendo. El 30 de abril de 1843, se abrió la mayoría de la tierra del centro de Iowa para el asentamiento. La mayoría de los colonos de estas tierras vinieron de otros estados, pero inmigrantes de Europa también llegaron en la década de 1840. Para el año de 1850, había casi 200.000 personas en Iowa; las poblaciones más grandes de forasteros eran los alemanes, los ingleses, y los irlandeses. Muchas cosas influyeron la inmigración de países europeos, incluyendo la realización de ferrocarriles, la publicidad de Iowa por compañías de vapores y ferrocarriles.  opresión religiosa o política en las tierras natales de los inmigrantes, y problemas económicos.

En la década de 1850, los utópicos llegaron a Iowa y establecieron las colonias comunistas de Icaraia, Amana, y New Buda, en las que toda la propiedad era compartida entre todos. Icaria fue una colonia francesa establecida en 1858 por colonos que intentaban vivir según las ideas de Étienne Cabet como una comunidad completamente comunista. Amana fue una colonia religiosa fundada por pietistas alemanes en 1855 que practicó el comunismo hasta 1932. Entonces se convirtió en un centro de fabricación. New Buda fue una colonia propuesta por revolucionarios húngaros que llegaron en Iowa en 1850, pero nunca fue realizada.
En la década de 1870, la competición para inmigrantes aumentó entre los estados, y el Consejo Estatal de Inmigración de Iowa fue creado para publicar materiales promocionales. dirigidos hacia los inmigrantes, publicados en inglés, alemán, holandés, sueco y danés.
A principios del siglo XX se inició la inmigración del Sur y Este de Europa, especialmente de Italia y Croacia, y también de México. En la década de 1970, llegaron inmigrantes del sureste de Asia, buscando refugio de la Guerra de Vietnam.

## 1917-45
En 1917, los Estados Unidos entraron la Primera Guerra Mundial y Iowa experimentó una economía bélica. Se alentaron a los agricultores a ser patrióticos por aumentar su producción. Granjeros compraron más tierra y cultivaron y criaron más maíz, vacas, y cerdos para e esfuerzo bélico. 
Después de la guerra, sin embargo, los agricultores de Iowa perdieron sus subsidios agrícolas de la guerra. Desde 1920, muchos agricultores tuvieron problemas para pagar las deudas que habían asumido durante la guerra.
Mientras las dificultades económicas empeoraron, agricultores de Iowa buscaron soluciones locales. Enfrentando precios muy bajos para bienes, unos agricultores en el oeste de Iowa formaron el Farmers Holiday Association. El grupo, basado alrededor de Sioux City, intentó retener productos de los mercados para aumentar los precios. El grupo no tuvo mucho éxito y la región no experimentó alivio hasta el inicio del programa federal de ayuda para granjas en 1933 como parte del New Deal de Franklin D. Roosevelt.
En 1933, el iowano Henry A. Wallace empezó a servir como secretario de agricultura bajo Roosevelt, y sirvió como el arquitecto del nuevo programa agrícola. Wallace creía que la prosperidad solo volvería al sector agrícola si se podía restringir la producción agrícola. Además, Wallace creía que se debe recompensar a los agricultores por retener tierras agrícolas del cultivo. Estos dos principios se unieron en la  Ley de Ajuste Agrícola, aprobada en 1933. El ganador del Premio Nobel de la Paz Norman Borlaug inició sus investigaciones sobre la genómica vegetal mediante financiación de la Universidad Estatal de Iowa, emanando del trabajo de Henry Wallace.

## Desde 1945
Desde el fin de la Segunda Guerra Mundial, los iowanos han continuado experimentando cambios considerables. En la década de 1960, se permitió la venta de bebidas destiladas en bares. Desde el fin de la Prohibición hasta entonces, solo se puede comprar las bebidas destiladas envasadas en Iowa. Otro cambio principal ocurrió en la votación Para la década de 1950, Iowa había desarrollado una estructura competitiva de dos estados, terminando casi cien años de predominio republicano en el estado.
En el sector económico, Iowa también experimentó cambios. Desde el inicio de las industrias agrícolas en la década de 1870, la cantidad de operaciones de fabricación en Iowa ha aumentado. Aunque la agricultura sigue siendo la industria predominante del estado, Iowa también produce una variedad de productos vendidas por todo el mundo.